# 天職サーチ 千鳥のジョブラバーズ
天職サーチ 千鳥のジョブラバーズ（てんしょくサーチ ちどりのジョブラバーズ）は、2018年10月6日から2019年9月26日まで、毎週土曜日の1時10分から1時40分にABCテレビで放送されていたバラエティ番組である。

## 概要
人気の職業や、知られざる仕事などといった、さまざまな仕事をお笑い芸人達が体験し、実際に働いたことでわかる仕事の面白さなどを発見していく体験型のバラエティである。MCを千鳥と岡副麻希が担当し、職業を実体験した芸人たちの“天職探しVTR”から、仕事の魅力を深掘りしていく。

## 出演者
- 千鳥（大悟・ノブ）
- 岡副麻希
- お笑い芸人 1組

## 放送リスト

### 2018年
| 回 | 放送日   | 体験した職業                            | レポーター                 | 訪れた場所                                | 備考 |
| -- | -------- | --------------------------------------- | -------------------------- | ----------------------------------------- | ---- |
| 1  | 10月6日  | 動物飼育員                              | ミキ                       | 姫路セントラルパーク                      |      |
| 2  | 10月13日 | 時代劇の裏方                            | かまいたち                 | 東映太秦映画村                            |      |
| 3  | 10月20日 | 人力車の俥夫                            | スーパーマラドーナ         |                                           |      |
| 4  | 10月27日 | マネキン製造                            | チョコレートプラネット     |                                           |      |
| 6  | 11月17日 | ドッグカフェの店員                      | コロコロチキチキペッパーズ |                                           |      |
| 7  | 11月24日 | テーマパークの従業員                    | さや香                     | ユニバーサル・スタジオ・ジャパン          |      |
| 8  | 12月1日  | ボディスタイリスト （補正下着の販売員） | 尼神インター               |                                           |      |
| 9  | 12月8日  | 温泉旅館の仲居                          | アインシュタイン           |                                           |      |
| 10 | 12月15日 | 椎茸栽培                                | スマイル                   | しい茸ランド （兵庫県三田市）             |      |
| 11 | 12月22日 | お菓子工場の従業員                      | モンスターエンジン         | 松岡製菓（「満月ポン」の製造会社） の工場 |      |

### 2019年
| 回 | 放送日  | 体験した職業                    | レポーター                 | 取材した場所/企業                               | 備考                           |
| -- | ------- | ------------------------------- | -------------------------- | ----------------------------------------------- | ------------------------------ |
| 12 | 1月5日  | 千鳥と岡副ちゃんの天職探しSP    | ダイアン                   |                                                 | 放送開始時間が25時20分に変更。 |
| 13 | 1月12日 | みかん農園                      | 藤崎マーケット             |                                                 |                                |
| 14 | 1月19日 | 道の駅の従業員                  | 学天即                     | 道の駅「丹後王国」                              | 放送開始時間が25時40分に変更。 |
| 15 | 1月28日 | アテンダント                    | アインシュタイン           | 京都丹後鉄道の観光列車                          |                                |
| 16 | 2月2日  | 文房具メーカー                  | ギャロップ                 | 株式会社呉竹 （墨・書道用具メーカー）           |                                |
| 17 | 2月9日  | 子どもの記念写真撮影            | スマイル                   | スタジオアリス                                  |                                |
| 18 | 2月16日 | 鳥害対策                        | アキナ                     |                                                 | 放送開始時間が25時40分に変更。 |
| 19 | 2月23日 | 中華まん工場の従業員            | モンスターエンジン         | 株式会社蓬莱（「551蓬莱」の製造） の工場        |                                |
| 20 | 3月2日  | スキー場の従業員 ボディーガード | 女と男 スマイル            | 六甲山スノーパーク                              |                                |
| 21 | 3月9日  | キッザニアのアドバイザー        | さや香                     | キッザニア甲子園                                | 放送開始時間が25時20分に変更。 |
| 22 | 3月16日 | 遊園地の従業員                  | かまいたち                 | ひらかたパーク                                  |                                |
| 23 | 3月23日 | 金平糖工場の職員                | インディアンス             |                                                 | 放送開始時間が25時40分に変更。 |
| 24 | 3月30日 | 橋の点検                        | からし蓮根                 |                                                 | 放送開始時間が25時25分に変更。 |
| 25 | 4月8日  | 林業                            | コロコロチキチキペッパーズ |                                                 |                                |
| 26 | 4月13日 | 錫器の製造                      | プラス・マイナス           | 株式会社大阪錫器                                |                                |
| 27 | 4月20日 | たまご生産                      | ギャロップ                 |                                                 |                                |
| 28 | 4月27日 | 畳職人                          | ツートライブ               |                                                 | 放送開始時間が25時25分に変更。 |
| 29 | 5月4日  | 線香職人                        | モンスターエンジン         | 淡路梅薫堂（線香の製造会社） の工場             |                                |
| 30 | 5月11日 | 中古車販売業                    | アインシュタイン           | 株式会社グローバライン （中古車の販売サービス） |                                |
| 31 | 5月18日 | お菓子工場の従業員              | セルライトスパ             | 山芳製菓 （「わさビーフ」の製造会社）の工場     |                                |
| 32 | 5月25日 | 「サバイバルゲーム」の運営      | アキナ                     |                                                 | 放送開始時間が25時25分に変更。 |
| 33 | 6月1日  | 植木職人                        | 見取り図                   |                                                 |                                |
| 34 | 6月8日  | 掃除代行                        | プラス・マイナス           | DUSKIN                                          |                                |
| 35 | 6月15日 | 賃貸物件の紹介                  | からし蓮根                 | アパマンショップ                                |                                |
| 36 | 6月22日 | 牛の飼育                        | ネイビーズアフロ           |                                                 |                                |
| 37 | 6月29日 | 農家                            | スマイル                   |                                                 |                                |
| 38 | 7月6日  | お仕事適性チェックSP            | ダイアン                   |                                                 |                                |
| 39 | 7月27日 | バイクの販売                    | ツートライブ               | バイク王                                        |                                |
| 40 | 8月10日 | 空港職員                        | さや香                     | 関西国際空港                                    | 放送開始時間が25時40分に変更。 |
| 41 | 8月17日 | グランピング                    | セルライトスパ             | GRAX京都るり渓 （京都府南丹市）                 | 放送開始時間が25時40分に変更。 |
| 42 | 8月24日 | 水族館飼育員                    | ギャロップ                 | 城崎マリンワールド                              | 放送開始時間が25時20分に変更。 |
| 43 | 9月7日  | 消防士                          | からし蓮根                 |                                                 |                                |
| 44 | 9月14日 | ベビーシッター                  | プラス・マイナス           |                                                 |                                |
| 45 | 9月21日 | マグロの仲買                    | モンスターエンジン         |                                                 |                                |
| 46 | 9月28日 |                                 | 岡副麻希                   |                                                 |                                |

- 2019年7月13日は世界水泳のため放送休止[1]。
- 2019年7月20日及び8月3日は全英女子オープンゴルフのため放送休止。

## 公式サイト
- 番組公式サイト
- 番組公式Twitter